# クリスマスナイツ
クリスマスナイツ (ChristmasNiGHTS) は、セガサターン用ソフト「ナイツ」の、ファンディスク的なゲームソフト。正式名称は「ChristmasNiGHTS 冬季限定版」で、1996年11月22日～1997年1月31日の期間限定で、約130万本リリースされた。
1996年の冬にセガサターンの周辺機器、セガマルチコントローラー等に同梱されたほか、各種イベントの景品として配布されたり、同年の11月8日～翌年1月31日までに電話申し込みし、送料手数料1500円を支払えば全員にプレゼントされた。
本作は基本的にナイツの体験版であり、世界観や操作方法などは通常版と同一であるが、ストーリー自体は通常版の後日談に当たる続編的内容となっている。
この作品は中裕司が自身の大好きな作品レミングスの特別版クリスマスレミングスに感銘を受けて作成した。

## 通常版との相違点
クリスマスナイツは通常版のナイツに収録されている「スプリング・バレー」のみをプレイできる。セガサターンの内蔵タイマーにより起動した日付によってゲームのタイトル画面とグラフィックが変化する。なお、ナイトメアでのボスは「ギル・ウイング」のみ。
ナイツ・ショートバージョン (3/1-10/31)
通常のナイツの体験版として起動する、グラフィック等も通常版と変わらない。
ただし、4/1はプレイヤーキャラがリアラになる。
ウィンターナイツ (11/1-11/24, 12/26-12/31, 1/16-2/28)
タイトル画面が冬季仕様に変更される。
ハッピーニューイヤーナイツ (1/1-1/15)
タイトル画面がニューイヤー仕様に変更される。
クリスマス・ナイツ (11/25-12/25)
タイトル画面がクリスマス仕様に変更され、ゲームグラフィック・サウンドなどがクリスマスモードになる。
クリスマス・ナイツの状態でゲームをプレイするとスプリング・バレーのクリスマスバージョンでゲームをプレイすることができる。 グラフィックや音楽がすべてクリスマス版に変更され、「リング」は「リース」、「スターチップ」は「ベル」、「ブルーチップ」は「カラーチップ」、「イデアパレス」は「クリスマスケーキ」、「イデアキャプチャー」は「クリスマスツリー」になり、背景は雪が降る夜のグラフィックに、ナイツや主人公のデザインもクリスマスを意識した赤と白の衣装に変わる。
おまけモードで「クリスマスナイツ」を出せばクリスマス・ナイツ期間外でも「クリスマス・ナイツ」をプレイすることができる。

## Open Your Present
ゲームクリア後に絵合わせ画面に移行し、複数の中から同じ組み合わせのカードを二枚取ると新しい「クリスマスプレゼント」が獲得できる。クリア後のランクに合わせてカードをめくれる枚数は異なり、高ランクをとってゲームをクリアすればより多くカードをめくることができる。
クリスマスプレゼント（おまけ）の種類はサウンドテストモードのほか、画集やナイツ本編に収録されている「フローズン・ベル」の特別版ステージや、本来ナイツシリーズとは関係ない特殊なキャラクタを操作して「スプリング・バレー」を攻略するモードもある。一部のおまけは「ナイツ」本編のセーブデータがあると機能が拡張され、より楽しめるようになっている。
また、ある日付でゲームを起動するとナイツ以外のキャラクターでゲームをプレイできるようになる隠しモードが登場する。

## ストーリー
夢の世界の冒険を通じて真の勇気を取り戻したクラリスとエリオットは、今ではそれぞれの人生を明るく元気に歩んでいた。
冒険から半年の月日が流れ、クリスマスを迎えたある日のこと。何か物足りない気持ちを抱えながらツインシーズの街を歩いていた2人は、クリスマスツリーのように飾り付けられた街のシンボル、シーズタワーのてっぺんから星の飾りが消えてなくなっていることに気づく。
その日の夜に見た夢の中で懐かしのナイトピアに再びやってきた2人は、クリスマスムード一色に彩られたスプリングバレーの美しい風景に見とれていたが、突如現れたナイトメアンにイデアを奪われてしまう。自分たちに呼びかける懐かしい声にふと見上げると、巨大なクリスマスケーキの上でナイツが微笑みながら佇んでいた。ナイツの言うことには、シーズタワーの頂上に飾られるはずだった星をナイトメアンのギルウィングが奪い去ってしまったのだという。
こうして、ツリーの星を取り戻すため、クラリスとエリオットは再びナイツと共に空へと飛び立つのだった。

## 関連作品
- ナイツ NiGHTS into Dreams...（セガサターン・PlayStation 2）
- ナイツ 〜星降る夜の物語〜（Wii）